# 葉問外傳：張天志
《葉問外傳：張天志》（英語：Master Z: The Ip Man Legacy）是一部2018年香港動作片，由袁和平執導，張晉、戴夫·巴蒂斯塔及柳岩領銜主演；楊紫瓊、東尼嘉及元華特別演出；鄭嘉穎、周秀娜、釋彥能及譚耀文主演，袁信義任動作指導。
電影作為葉問系列電影的外傳，於2018年12月21日上映。本片講述咏春传人張天志（張晉飾）先前公開挑戰葉問（甄子丹飾）卻被打敗後，如何走出阴霾，用傳統功夫抗擊身為毒贩的外國商人，重唤詠春精神的傳奇故事。

## 劇情
香港詠春拳武術家張天志自從在比武中敗給葉問後，從此離開武術界且帶著兒子張峰開一家雜貨店維持生計，決定再也不練武術的他，有時仍然會替黑幫做打手。當地酒吧街老大趙金虎的妹妹趙明茱，其摯友娜娜因為染上鴉片而欠下黑幫「長樂」大少爺曹世傑大筆債務，試圖將她救出卻受世傑無禮糾纏。張天志在回家途中偶然撞見她們而出手營救，但所有人同時被趕來的警察逮捕，世傑和其同夥卻跟警察有勾結而無罪釋放，明茱和娜娜同樣被其哥哥金虎保釋。做完筆錄才被釋放的天志因拖太晚，要去的西餐廳打烊之下而沒能幫兒子慶祝生日，但事後仍然得到兒子諒解。
他們父子於一晚遭到曹世傑與其朋友馬鯨笙帶人前來報復，雜貨店被縱火燒毀，天志抱著昏迷的兒子一路被追砍。所幸遇到明茱協助，讓張天志有機會趕跑身後的流氓。這時，他的前委托人廟祝似乎不滿天志決定洗白，因此委派泰拳殺手「當」伏擊他，一番交戰後，「當」注意到天志兒子受傷後決定暫時撤退。張峰送院靜養，警察再次坐視不管，無家可歸的父子倆被明茱收留至她哥哥的金吧俱樂部，天志留在俱樂部工作抵作房租。但為了報仇，天志同樣縱火燒毀世傑的煙館，使世傑勃然大怒。而曹世傑的姐姐曹雁君身為長樂大姐頭，當時準備將黑道生意轉型成正道生意的貿易集團，為了不影響聲譽而親自到俱樂部，跟張天志以酒杯為主軸的小小交手後，給出一張大筆金額的支票作為賠償，即使天志沒有收下，雁君還是將支票給金虎作為買單。
天志和張峰陪明茱開心相處幾天，邀請所有人去先前沒去成的西餐廳聚餐，同時作為彌補張峰錯過的生日。餐廳經營者歐文·戴維森身為香港上流社會的慈善家，在他舉辦的慈善拍賣中，到場的雁君拍賣下一個清朝古董花瓶以建立新形象，卻受到商會會員質疑其黑道背景而驅離。張天志返家途中發現有人在街頭吸食海洛因，得知是曹世傑所賣出，將事情告知雁君時，她表示自己會想辦法處理。當時，曹世傑和馬鯨笙一起會見販毒的幕後首腦戴維森，當戴維森表示只願意跟一人合作後，世傑槍殺馬鯨笙後獲得戴維森賞識，作為賣商而幫他在酒吧街販毒。
娜娜在金吧巷口找到一包海洛因後，禁不住毒癮而準備食用卻被世傑手下發現，繼而誣指她偷竊，世傑同時強餵她大量海洛因致死作為滅口。憤怒的天志和金虎衝入長樂總部找世傑算帳，合作打敗所有打手，不希望弟弟被傷害的雁君也以刀法出手阻擋他們。執迷不悟的世傑持槍反抗，雁君砍掉世傑持槍的右手當作給娜娜抵一命，發誓她們姐弟會從此離開香港。金虎帶頭查獲世傑的藏毒地點，同時叫來眾新聞記者公佈毒窟。戴维森不满有人阻礙他的毒品生意，便收買英籍警司在金虎的俱樂部中藏毒以栽贓嫁禍，使金虎被警察逮捕後偷偷交給戴維森處置。拷上手銬而無力還擊的金虎慘遭戴維森活活打死，還被警察謊稱畏罪潛逃後失足墜崖，天志在認屍時找到金虎手中緊握著死前扯下的戴維森佩戴的黑蝙蝠手鏈，由此斷言他是殺人與販毒的幕後黑手。
金虎之死使酒吧街歇業，天志決定親自去幫朋友討回公道。而雁君陪世傑離開香港前，花錢僱用廟祝去派人刺殺戴維森作為報復。天志來到餐廳裏用手鏈跟戴維森對峙，放手一搏而跟他在餐廳裏決一死戰，最終重拾自己詠春拳武術家的身份，表示自己「不是來當英雄，而是來教訓他」。戴維森最終不敵天志，兩人打鬥至餐廳外，但英籍警司帶著警隊趕到，並欲徇私只逮捕張天志，引起旁觀民眾不滿且喧嘩鼓譟。隨著兩名洋警開始揮棍亂打人，華人探長輝哥再也看不下去，命令自己的下屬在戴維森的車上搜出大量海洛因而證據確鑿，順勢以包庇罪犯為名而逮捕自己的上司。戴維森企圖趁亂逃跑，但被殺手「當」以尖冰柱射中後腦勺而倒地身亡；天志追上來發現人已死，往屋頂上注意到「當」後得以釋懷。戰勝的天志最後成功回家，跟兒子和明茱團聚。

## 演員
| 演員                    | 角色        | 介紹 |
| 張晉                    | 張天志      | 住在香港的詠春拳武術家，育有一子的單親爸爸，原本崇尚武術的他，在先前的比武中輸給葉問後，從此離開武術界而隱退，開一家雜貨店謀生。       |
| 戴夫·巴蒂斯塔           | 歐文·戴維森 | 經營西餐廳的英籍富商，表面是上流社會的大慈善家，實為香港販毒集團的首腦。用金錢權勢操縱著黑白兩道，同時也是摔跤手。                     |
| 柳岩 （粵配：羅敏莊）   | 趙明茱      | 酒吧街大小姐，人稱「茱姐」，有一副好身材，但從哥哥身上學會武術，因閨蜜娜娜欠債而跟曹世傑起衝突，偶然被張天志在街頭相助後喜歡上他。     |
| 鄭嘉穎                  | 曹世傑      | 長樂黑幫大少爺，人稱「傑少」，曹雁君的弟弟。脾氣易怒、桀驁不馴，持手槍在香港放肆生事，會想盡辦法剷除異己。                             |
| 周秀娜                  | 鄭小娜      | 酒吧女郎，外號「娜娜」，明茱的閨蜜，也是趙金虎的未婚妻。因一時貪玩而染上毒癮，因此欠下曹世傑巨債而屢次被他追債。                       |
| 釋彥能 （粵配：黎家希） | 趙金虎      | 酒吧街老大，人稱「虎哥」，同是武術高手。年輕時曾為長樂成員，後來退出江湖成為「金吧」的老闆，妹妹認識張天志後跟他稱兄道弟。被歐文打死。 |
| 楊紫瓊                  | 曹雁君      | 長樂的大姐大，人稱「君姐」，曹世傑的姐姐，企圖令長樂從黑道生意轉型成正道生意的貿易集團。關愛著弟弟世傑，無論如何都不會讓弟弟受傷害。   |
| 譚耀文                  | 馬鯨笙      | 仗勢欺人的地痞流氓，曾經與張天志結下樑子，跟曹世傑是從小到大的摯友，到現在都在幫洋人賣命。                                             |
| 姜皓文                  | 輝哥        | 皇家警察的華人探長，心理向著老百姓，但受英籍上司鎮壓而敢怒不敢言，即使自己同胞受誣陷和傷害都不敢違抗命令。                             |
| 栢天男                  | 王勇        | 便衣警員，輝哥的下屬之一。 |
| 東尼嘉                  | 當          | 特別演出，會打泰拳的殺手，廟祝的左右手，話不多，對廟祝的命令絕對辦到。                                                                 |
| 元華                    | 廟祝        | 特別演出，張天志的前委託人，深藏不露的大人物，手底下養著許多殺手。                                                                     |
| 何遠東                  | 肥龍        | 長樂的成員，曹世傑的手下，身材肥胖，事情沒辦好時總是被世傑毆打。                                                                       |
| 黃長興                  | 阿明        | 金吧的酒保。 |
| 布偉傑                  | J·C·賴特    | 皇家警察的英籍警司，濫用職權、收受賄賂的黑警，為了錢可以保釋或庇護任何人。                                                             |
| 張海悅                  | 張峰        | 張天志之子，在父親身上學到武術，理解父親的用心良苦。                                                                                   |
| 黃文標                  | 雄叔        | 長樂的叔父之一，因私吞公款而被曹雁君暴打以儆效尤。                                                                                     |
| 樓南光                  | 長樂叔父    | 長樂的叔父之一，反對曹雁君洗白，但懼怕她，唯有支持。                                                                                   |

## 奬項及提名
| 年度   | 颁奖典礼                         | 奖项         | 姓名             | 结果 |
| ------ | -------------------------------- | ------------ | ---------------- | ---- |
| 2018年 | 第55屆金馬獎                     | 最佳動作設計 | 袁信義           | 提名 |
| 2019年 | 第2屆最港電影大獎                | 我最喜愛港片 | 葉問外傳：張天志 | 提名 |
| 2019年 | 第38屆香港電影金像獎             | 最佳動作設計 | 袁信義           | 提名 |
| 2019年 | 中國（佛山）大灣區功夫電影週2019 | 優秀男演員   | 張晉             | 獲獎 |

## 評價
爛番茄根據37條評論，本片獲得89%的新鮮度，平均得分6.60／10，觀眾投票獲得46%的分數，平均得分為2.6／5。在Metacritic上，電影獲得72分。

## 備註
1. ↑  在《葉問》中飾演武癡林。
2. ↑  在《葉問2》中飾演華洋拳賽主持人。
3. ↑  在《葉問3》由崔璨飾演。

## 外部連結
- 互联网电影数据库（IMDb）上《葉問外傳：張天志》的资料（英文）
- 爛番茄上《葉問外傳：張天志》的資料（英文）
- AllMovie上《葉問外傳：張天志》的资料（英文）
- Metacritic上《葉問外傳：張天志》的資料（英文）
- Box Office Mojo上《葉問外傳：張天志》的資料（英文）
- 開眼電影網上《葉問外傳：張天志》的資料（繁體中文）
- Yahoo奇摩電影上《葉問外傳：張天志》的資料（繁體中文）
- 雅虎香港電影上《葉問外傳：張天志》的資料（繁體中文）
- 香港影庫上《葉問外傳：張天志》的資料（繁體中文）
- 时光网上《葉問外傳：張天志》的資料（简体中文）
- 豆瓣电影上《葉問外傳：張天志》的資料 （简体中文）